# Gige
Gige é um município da Hungria, situado no condado de Somogy. Tem 13,19 km² de área e sua população em 2019 foi estimada em 367 habitantes.